# Ilisia
Ilisia là một chi ruồi trong họ Limoniidae.

## Các loài
- Ilisia armillaris
- Ilisia asymmetrica
- Ilisia graphica
- Ilisia incongruens
- Ilisia indianensis
- Ilisia inermis
- Ilisia maculata
- Ilisia occoecata
- Ilisia parchomenkoi
- Ilisia tenuisentis
- Ilisia venusta